# Friedrich Ruge
Pour les articles homonymes, voir Ruge.
Friedrich Oskar Ruge (Leipzig, 24 décembre 1894 – Tübingen, 3 juillet 1985) est un vice-amiral allemand. Ayant servi pendant la Première Guerre mondiale, il est nommé amiral au cours de la Seconde. Il fut le premier inspecteur de la Bundesmarine allemande d'après-guerre et un auteur militaire reconnu. Ruge fut aussi l'un des derniers témoins à avoir vu Erwin Rommel avant son suicide.

## Biographie
Fils d'un directeur de lycée, il participe à la Première Guerre mondiale dans la marine impériale allemande. Il est officier de veille (Wachoffizer) sur un torpilleur, ceci jusqu'à la fin de la guerre en 1918. Ensuite, à bord du grand torpilleur B110, il est avec la flotte de haute mer impériale interné à Scapa Flow (près des Orcades-îles Orkney) où ce navire se saborde avec la totalité de la flotte allemande le 21 juin 1919. En janvier 1920, il rejoint l'Allemagne et il est, avec 15 000 marins, incorporé  à la flotte « réduite » concédée à l'Allemagne après le traité de Versailles. Il se marie avec Ruth Greef en août 1920 et aura quatre enfants.
Entre 1920 et 1939, il a une carrière militaire « classique » avec des formations techniques (Berlin-Charlottenburg Technishe Hochshule) qui en font un spécialiste des torpilles et de la guerre marine. Il se perfectionne en anglais et en italien, visite les États-Unis en 1928.
Il obtient divers commandements, est chargé à partir de 1937, après l'arrivée des Nazis au pouvoir, d'organiser pour la marine la défense anti-mine de la zone Ouest, la liaison avec la marine italienne.
Il est nommé en février 1940 capitaine de vaisseau, puis en avril 1941 contre-amiral et enfin en février 1943 vice-amiral. Affecté à l’état-major du maréchal Rommel en 1943, dans sa mission qui vise à inspecter les défenses allemandes et à les édifier au mieux dans l'attente du débarquement allié attendu en Europe de l'Ouest. Le 22 janvier 1944, départ pour la Bretagne, Rommel  est accompagné de Ruge. Arrivée au Mans au Q.G. du  Generaloberst Friedrich Dollmann chef de la 7.Armee , qui avait le Generalleutnant Max-Josef Pemsel pour chef d'état-major. Pemsel fit un remarquable exposé de la situation, avec des cartes très claires.

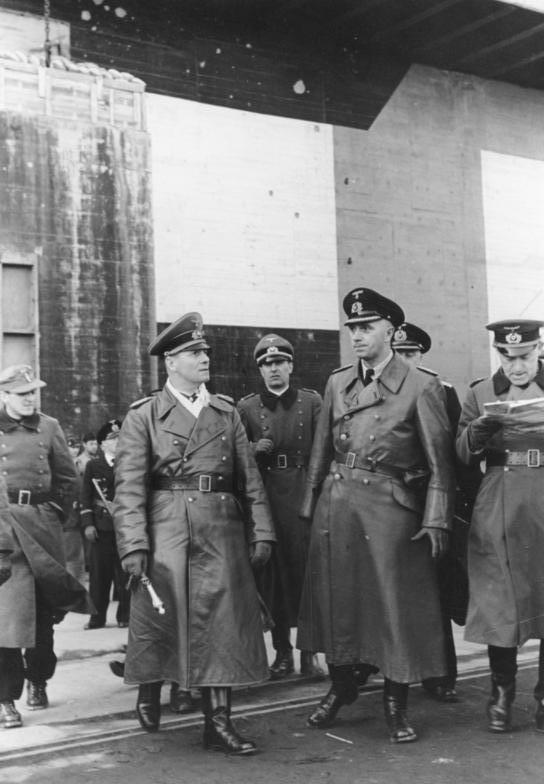
Le maréchal Erwin Rommel et son confident, le vice-amiral Friedrich Ruge en inspection à La Rochelle, 12 février 1944.

Dans l'après midi, à Guingamp, au PC du General Erich Straube, commandant du secteur allant du Couesnon à Roscoff, soit 510 kilomètres de côtes. Rencontre et inspection avec Rommel dans le Cotentin. Erich Marcks, qui venait de l'état-major général, possédait une valeur militaire reconnue par tout le monde. Karl-Wilhelm von Schlieben et Walter Hennecke du côté de Cherbourg, jusqu'à la frontière espagnole pour examiner diverses positions de l'armée et de la marine, à l'armement fort disparate. Il est affecté en Normandie auprès du maréchal Rommel, peu de jours avant le débarquement en Normandie.
N'accompagnant pas Rommel ce jour-là lors de son inspection, il échappe au mitraillage aérien de la voiture du maréchal le 17 juillet 1944 sur la N179 (actuelle D579) direction Vimoutiers (Calvados), où ce dernier est grièvement blessé. Rommel est accusé d’avoir participé indirectement au complot qui a échoué le 20 juillet 1944 après que l’explosion provoquée par le colonel Claus von Stauffenberg a échoué.
Ce sont les généraux Wilhelm Burgdorf et Ernst Maisel qui se déplacent à Herrlingen où le maréchal se trouve en convalescence après la blessure à la tête qu’il a reçue lors de la bataille de Normandie. Ce sont eux qui communiquent la décision d’Adolf Hitler. Comme il a été un officier particulièrement brillant et estimé, les deux généraux lui offrent le choix entre un procès public devant le tribunal du peuple pour avoir conspiré contre le maître du Reich ou le suicide par poison.
Le maréchal Rommel choisit la seconde solution et Burgdorf et Maisel lui fournissent le nécessaire pour en terminer au plus vite. Il est poussé à ce geste pour éviter un scandale puisqu’il a perdu la confiance du Führer. Friedrich Ruge lui rend visite le jour de son suicide, le 14 octobre 1944, ce qui en fait avec le fils de Rommel une des dernières personnes à l'avoir vu avant sa mort. Hitler décréta des funérailles nationales le 18 octobre 1944 à Ulm en présence de Hans Speidel et de Ruge, représentants l'état-major du maréchal ; dans ce protocole funéraire, Ernst Kaltenbrunner représente le parti et Gerd von Rundstedt représente Hitler. Le défunt maréchal ne sera pas impliqué dans le procès du complot contre Hitler.
Après la guerre, le vice amiral Ruge, prisonnier de guerre puis démobilisé, n'est pas, dans un premier temps, réintégré dans la marine. Il devient alors professeur d'anglais et interprète, et de commencer à écrire, amassant les matériaux d'ouvrages qu'il envisage sur la marine allemande en temps de guerre, ainsi que mettant en ordre ses souvenirs si précis, alimentés par son journal personnel, sur la fin de vie de Rommel, qui le feront connaître en tant qu'historien au niveau international. De 1949 à 1952, revenu sous l'uniforme, il travaille activement avec les Américains et d'autres officiers de Marine allemands ayant participé à la guerre, à la reconstitution de la marine fédérale, une reconstruction accélérée par les débuts de la guerre froide. En 1956, le gouvernement Adenauer le nomme (premier) inspecteur de la Marine. À ce titre, il est l'artisan de cette renaissance de la flotte. Après sa retraite en 1961, il se consacre à l'écriture de nombreux livres sur la marine et sur la guerre qui font référence, et le font reconnaître comme un des meilleurs spécialistes des problématiques maritimes (docteur honoris causa de l'université de Tübingen) et côtières. Il meurt le 3 juillet 1985 à Tübingen.

### Œuvres de Friedrich Ruge
- Entscheidung im Pazifik : Die Ereignisse im Stillen Ozean 1941-1945, in octo, Rütten & Loening, Hamburg, 1951, 394 pages. Sur la guerre navale dans le Pacifique, entre fin 1941 et 1945.
- La guerre navale 1939-1945, in 12, Presses de la Cité, Paris, 1955, 349 pages. Traduction de l'ouvrage allemand "Der Seekrieg  1939-1945" (K. F. Koehler, Stuttgart, 1954, 320 pages et 9 pages d'introduction) par le capitaine de vaisseau et traducteur René-Marie Jouan (1894-1972)
- Rommel face au débarquement 1944, in octo, Presses de la Cité, Paris, 1960, 311 pages. Réédition Pockett, 1960. Traduction de l'ouvrage allemand "Rommel und die Invasion" par René-Marie Jouan (1894-1972)
- Ouvrage collectif avec Herbert Michaelis, Walther Hubasch, Friedrich Ruge etc., Der Zweite Weltkrieg : bilder, daten, dokumente, Bertelsmann Lexikon-Verlag Reinhard Mohn, Gütersloh, 1968, 687 pages. Recueil illustré sur la Deuxième Guerre mondiale, avec images, dates, documents principaux.
- Puissance navale et sécurité, Presses de la Cité, Paris, 1969, 280 pages avec table des matières, Bibliographie d'ouvrages généraux p. 273-275.. Traduction de l'ouvrage allemand "Seemacht und Sicherheit" "par René-Marie Jouan. Sur la puissance maritime et la stratégie de dissuasion.
- Scapa Flow, la fin de la flotte allemande, Presses de la Cité, Paris, 1969, 252 pages. Traduction de l'ouvrage allemand "Scapa Flow, 1919, das Ende der deutschen Flotte" (Stallin, Hambourg, 222 pages), par René-Marie Jouan.
- Im Küstenvorfeld : Minensuchen, Geleit, Ubootsjagd, Vorpostendienst, Wehrwissenschaftliche Berichte Band 15, Bernard & Graefe, Munich, seconde édition, 1977, 143 pages,  (ISBN 3-7637-5160-2). Rapport scientifique sur la préparation à la guerre sur les côtes : Déminage, surveillance et escorte, lutte anti-sous-marine, service d'avant-garde
- Sous quatre pavillons : 50 ans au service de la marine allemande, Plon, Paris, 1982, 286 pages,  (ISBN 2-259-00965-4), traduction par Wanda Vulliez (Laparra-Vulliez) de In vier Marinen : Lebenserinnerungen als beitrag zur zeitgeschichte, München Bernard und Graefe Verlag 1979, 456 pages. En guise de mémoires couvrant sa vie de marin engagé dans les flottes de guerre allemande.
- Die Sowjetflotte als Gegner im Seekrieg 1941-1945, Motorbuch verlag, Stuttgart, 1981, 247 pages.  (ISBN 3-87943-779-3). La flotte soviétique adversaire dans la guerre navale de 1941 à 1945. Existe en version anglaise The Soviets as naval opponents, 1941-1945, Naval Institute Press, Annapolis (Md.), 210 pages avec VI pages d'introduction,  (ISBN 978-0-87021-676-3).